# Dopolavoro Aziende Pirelli 1939-1940
Questa voce raccoglie le informazioni riguardanti il Dopolavoro Aziende Pirelli nelle competizioni ufficiali della stagione 1939-1940.

## Rosa
| N. |                   | Ruolo | Calciatore          |
| -- | ----------------- | ----- | ------------------- |
|    | Italia (bandiera) | D     | Battista Andreoni   |
|    | Italia (bandiera) | D     | Carlo Basaglia      |
|    | Italia (bandiera) | D     | Cesare Citterio     |
|    | Italia (bandiera) | D     | Adolfo Dusi         |
|    | Italia (bandiera) | C     | D. Gialanella       |
|    | Italia (bandiera) | C     | Michele Giovenzana  |
|    | Italia (bandiera) | C     | Attilio Kossovel    |
|    | Italia (bandiera) | D     | Giacomo Mangiarotti |
|    | Italia (bandiera) | D     | Giuliano Marcolin   |
|    | Italia (bandiera) | A     | Renato Miglioli     |
|    | Italia (bandiera) | P     | Giovanni Modolo     |
|    | Italia (bandiera) | C     | B. Ondreoni         |

| N. |                   | Ruolo | Calciatore          |
| -- | ----------------- | ----- | ------------------- |
|    | Italia (bandiera) | D     | Renzo Pellizzoni    |
|    | Italia (bandiera) | A     | Luigi Pozzi         |
|    | Italia (bandiera) | A     | L. Risso            |
|    | Italia (bandiera) | A     | A. Ronconi          |
|    | Italia (bandiera) | A     | Alessandro Sacchini |
|    | Italia (bandiera) | A     | Luciano Sacchini    |
|    | Italia (bandiera) | C     | Elios Scomentini    |
|    | Italia (bandiera) | A     | Giovanni Sguinzo    |
|    | Italia (bandiera) | D     | Enrico Stringhetti  |
|    | Italia (bandiera) | P     | Giovanni Tronconi   |
|    | Italia (bandiera) | A     | Renzo Villa         |
|    | Italia (bandiera) | C     | Riccardo Zama       |